# Starbucks

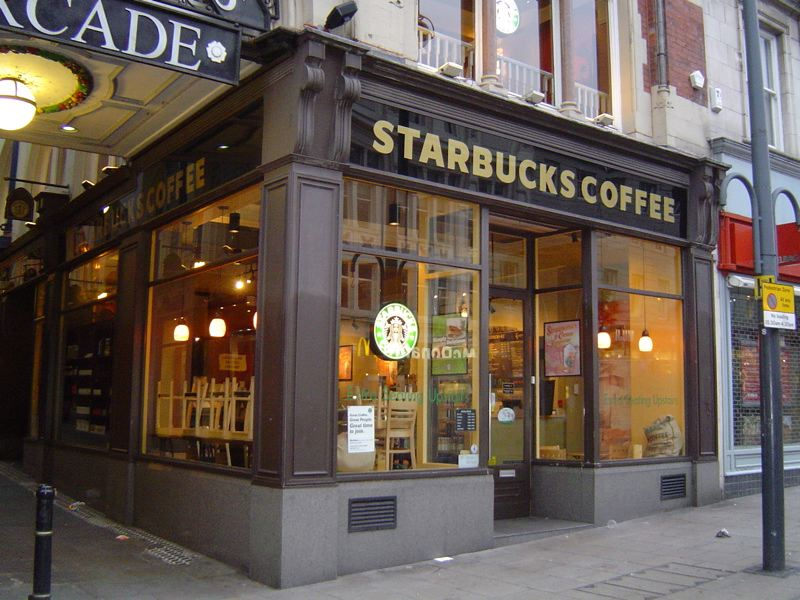
Ett Starbuckskafé i Leeds.

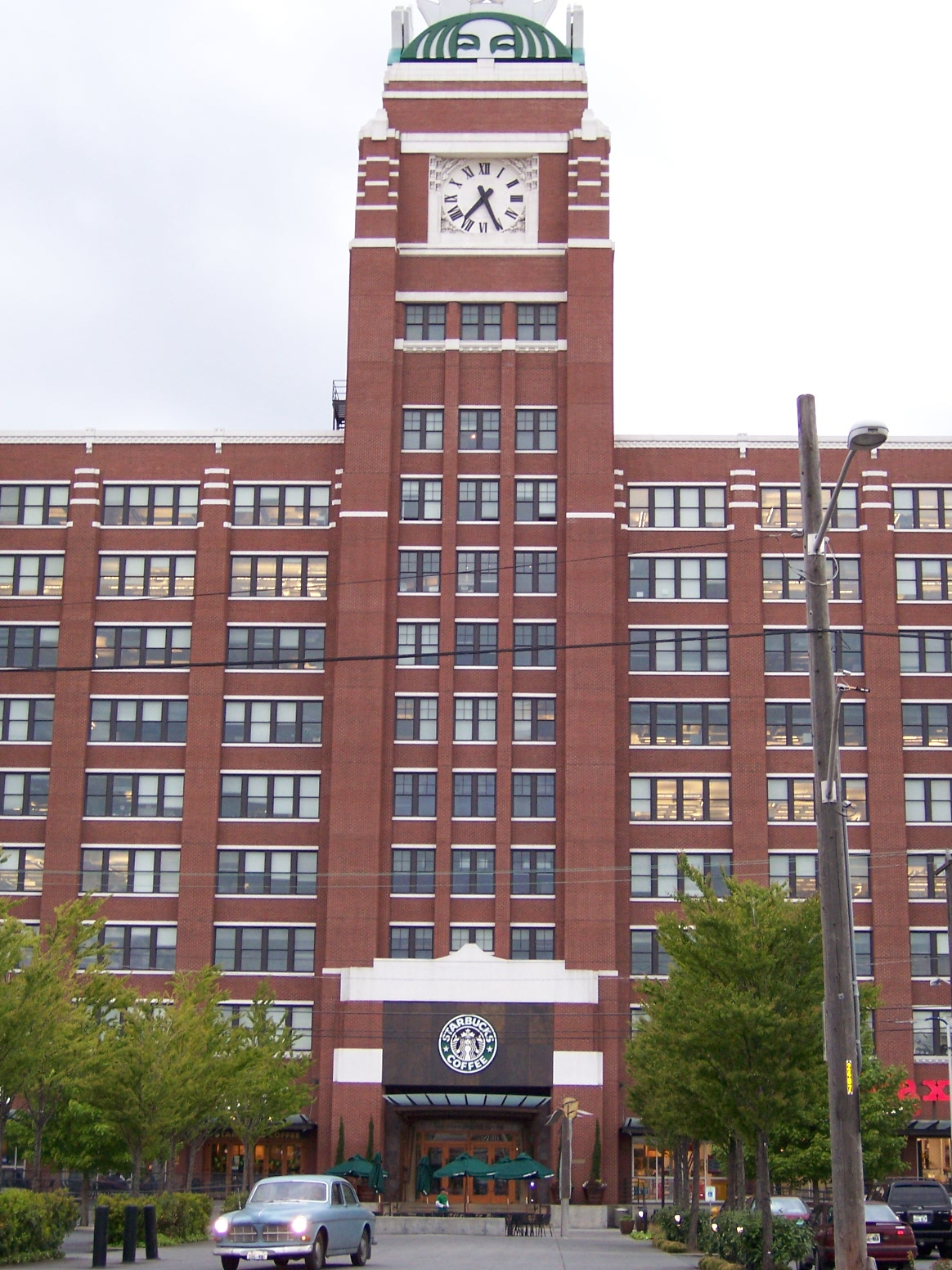
The Starbucks Center, Seattle. Starbucks huvudkontor som ursprungligen var distributionscenter för Sears, Roebuck and Co. kataloger.

Starbucks Corporation är en amerikansk kafékedja för espressodrycker med 24 395 kaféer (butiker) i 74 länder. Siffran inkluderar (september 2016)  17 i Norge, drygt 13 279 i USA, följt av 1 324 i Kanada, fler än tusen i Japan, 851 i Kina och 806 i Storbritannien. I USA är man sett till intäkter landets tredje största snabbmatskedja efter McDonalds och Subway.
Starbucks första svenska kafé öppnade den 18 februari 2010 på Terminal 5 på Arlanda flygplats utanför Stockholm. Sedan dess har totalt tre Starbucks öppnat på flygplatsen på olika sidor av säkerhetskontrollen. Starbucks första svenska kafé ute på gatan öppnade den 9 december 2014 på Stureplan i centrala Stockholm.
I Sverige hade Starbucks som mest 17 butiker. I februari 2021 återstod sex butiker i Sverige.

## Historia
Den första Starbucksbutiken öppnades 1971 i Seattle. Företaget växte och marknadschefen Howard Schultz utvecklade det till en grossistverksamhet för kaffe till restauranger och kaféer i Seattle. 1985 reste Schultz till Italien och blev inspirerad av espressobarerna. Han prövade konceptet hemma i Seattle och då hittade Starbucks sin nisch. Efter detta växte företaget och öppnade fler butiker över hela USA och Kanada. 
Från Starbucks start i Seattle, som en lokal kafferostare och återförsäljare, har företaget expanderat med enorm hastighet. Under 1990-talet öppnade Starbucks i genomsnitt en ny butik varje arbetsdag, en hastighet som fortsatte även in på 2000-talet. Den första butiken utanför USA etablerades i Kanada under mitten av 1990-talet och butikerna utanför USA står idag för en tredjedel av företagets totala omsättning. Företaget planerar att öppna 900 nya butiker utanför USA under 2009 samtidigt som man stänger lika många inom landet på grund av överetablering.
Starbucks har på grund av sin enorma storlek och omsättning ofta varit ett mål för protester gällande fair-trade-policier, anställningsförhållanden, miljöpåverkan och försök att utestänga konkurrenter. Starbucks marknadsför sig som ett socialt medvetet företag som ser till att deras varor är handlade rättvist och med samvete.

Länder där Starbucks har kaféer under 2010.

## Etableringar
Starbucks finns i 74 länder och i princip i hela västvärlden. I Europa finns kedjan representerad i 23 länder. Sverige är ett av de sista länderna i Västeuropa där Starbucks lanseras storskaligt först under 2014. Starbucks har butiker i bland annat i Sverige, Danmark, Polen, Australien, Österrike, Kina, Frankrike, Tyskland, Grekland, Japan, Malaysia, Norge, Nya Zeeland, Sydkorea, Spanien, Schweiz, Taiwan, Thailand, Turkiet, Storbritannien, Bahamas, Bahrain, Chile, Cypern, Indonesien, Irland, Jordanien, Kuwait, Libanon, Mexiko, Oman, Peru, Filippinerna, Puerto Rico, Qatar, Saudiarabien, Singapore och Förenade Arabemiraten. Nya kaféer kommer enligt planerna att etableras i länder som Algeriet och Ungern.

### Etablering i Norden
Sverige

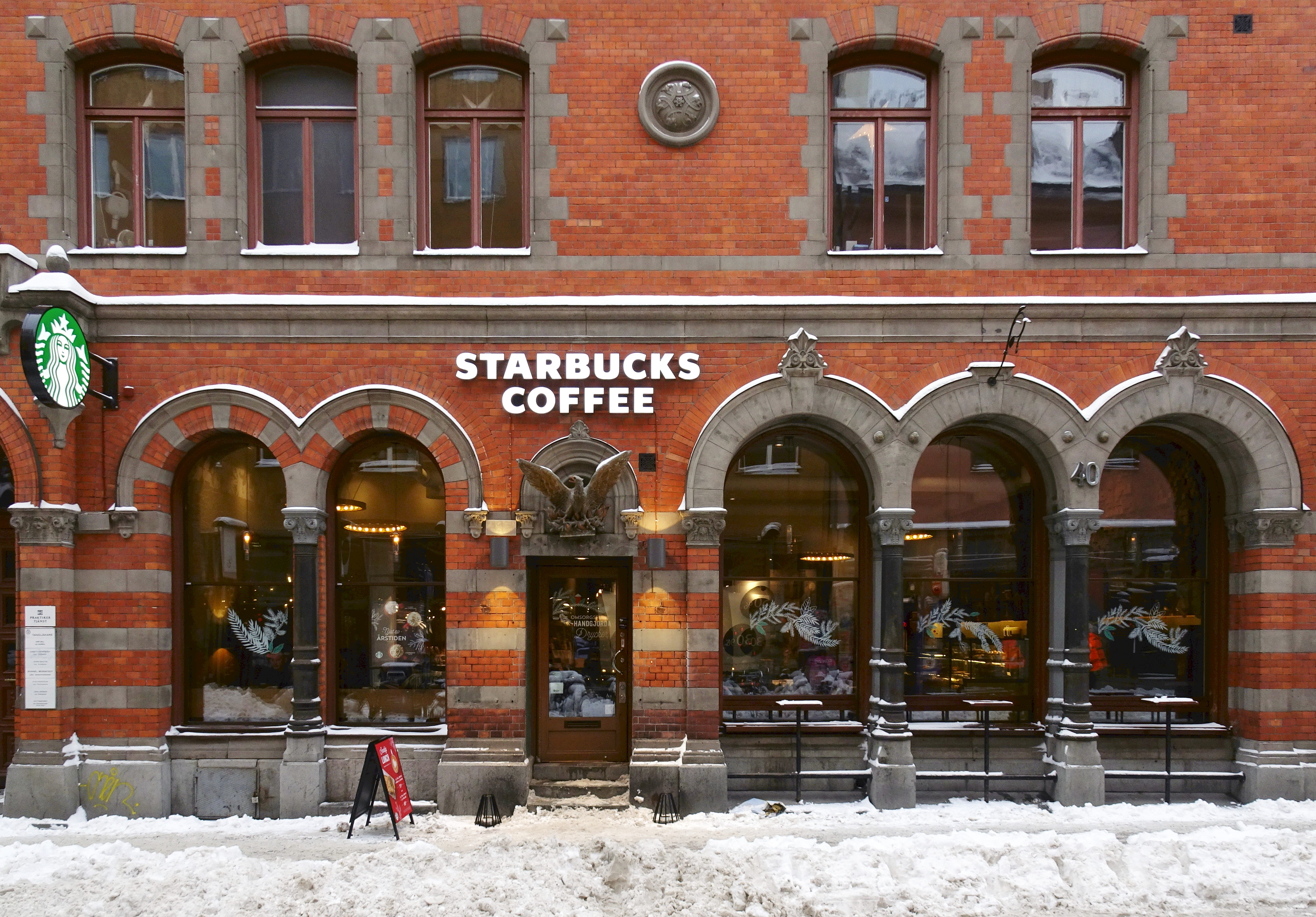
Starbucks Coffee, Götgatan 40, Stockholm

Starbucks meddelade i oktober 2009 att företaget skulle öppna ett kafé på Arlanda flygplats utanför Stockholm. Detta blev Sveriges första Starbucks. SSP driver, förutom tre Starbucks på Arlanda, flera verksamheter under olika varumärken på Stockholms Centralstation, också där en Starbucks. Den 24 januari 2012 öppnade Starbucks ett kafé på Göteborgs centralstation, och den 22 februari 2012 även på Malmö Centralstation. Den 17 december 2013 tillkom en Starbucks vid food courten i norra hallen på Stockholms centralstation.
Starbucks Sverige har under 2015 planer på att öppna ett flertal butiker runt om i landet, varav knappt hälften planeras till Stockholmsområdet på platser med mycket folk som stadskärnor, shoppinggallerior och järnvägsstationer. I Stockholm vill man främst till attraktiva adresser med lokaler i hörnlägen, enligt Fastighetsvärlden. Efter storsatsningen i Stockholm kommer man att fortsätta till andra städer i landet, till en början de största städerna [källa behövs].
I januari 2017 stängdes kaféet på Malmö centralstation. En av anledningarna till detta var att lokalen ansågs vara för stor. Samma år stängde även kaféet på Terminal 5 på Arlanda och kaféet i Häggvik. I november 2018 stängdes enheten på Göteborgs centralstation och i juli 2019 stängdes även den i Västerås.
Norge
Norskägda Umoe Restaurants äger de svenska och norska licenserna för Starbucks. Under våren 2013 gick företaget ut och berättade att man planerar för en storskalig lansering av Starbucks i Sverige och Norge med start 2013. Redan någon månad senare öppnade Starbucks i centrala Oslo och under sommaren och hösten 2013 tillkom ytterligare butiker i både Oslo och andra norska städer. I Oslo finns sex Starbucks: Oslo flygplats, Oslo City köpcentrum, Oslo centralstation, Torggata, Majorstuen samt Sköyen.
Danmark
I Köpenhamn finns Starbucks representerat sedan den 15 juni 2007 då kedjan öppnade sin första skandinaviska butik i ankomstområdet innan säkerhetskontrollen på Terminal 3 på Kastrups flygplats. Verksamheten var så pass framgångsrik att man ett par månader senare öppnade en andra Starbucks på flygplatsen, denna gång i Terminal 2 efter säkerhetskontrollen. 2011 öppnade de ett tredje Starbucks i Terminal 3. I Köpenhamn finns även Starbucks på Københavns Hovedbanegård, Field's samt i Hundige.
Finland
I början av 2012 öppnades två kaféer på Helsingfors-Vandas flygplats. Ett kafé är tillgängligt för alla besökare. Det andra kaféet finns efter säkerhetskontrollen för avgående resenärer.  I slutet av 2013 öppnade Starbucks i den renoverade Stockmann Bookstore, centralt i Helsingfors.